# 1118 Hanskya
1118 Hanskya è un asteroide della fascia principale del diametro medio di circa 77,2 km. Scoperto nel 1927, presenta un'orbita caratterizzata da un semiasse maggiore pari a 3,2082176 UA e da un'eccentricità di 0,0501598, inclinata di 13,99137° rispetto all'eclittica.
Il suo nome è in onore dell'astronomo russo Aleksej Pavlovič Ganskij.